# تپه سوین ۳
تپه سوین ۳ مربوط به هزاره اول قبل از میلاد - دوره اشکانیان - دوره ساسانیان است و در شهرستان سرآب، بخش مرکزی، دهستان‌آغمیون، ۲ کیلومتری شرق روستای کادیجان واقع شده و این اثر در تاریخ ۶ اسفند ۱۳۸۵ با شمارهٔ ثبت ۱۷۵۱۷ به‌عنوان یکی از آثار ملی ایران به ثبت رسیده است.